# Cottocomephoridae
Cottocomephoridae hay cá bống đầu to hoặc cá bống Baikal, là một họ cá nước ngọt trong bộ Scorpaeniformes, chủ yếu là đặc hữu Nga (một loài có phạm vi phân bố tới Mông Cổ là Leocottus kesslerii), nơi chúng chủ yếu được tìm thấy trong hồ Baikal và các sông hồ bao quanh.
Catalog of Fishes không công nhận họ Cottocomephoridae như một họ tách biệt mà coi nó như là một phần của họ Cottidae.
Các thành viên của họ Cottocomephoridae tạo thành một phần lớn trong khẩu phần ăn của hải cẩu Baikal, đặc biệt là trong mùa thu.